# Умберто Д.
«Умберто Д.» (итал. Umberto D.) — итальянская чёрно-белая драма режиссёра Витторио Де Сика по рассказу Чезаре Дзаваттини. Премьера фильма состоялась 20 января 1952 года.

## Сюжет
Пенсионер Умберто Доменико Феррари участвует в демонстрации. Полиция разгоняет недовольных, и Умберто возвращается в своё ветхое жильё, которое он делит вместе со своим псом Флайком. Единственный друг старика — Мария, незамужняя служанка домовладелицы, беременная от кого-то из солдат. Когда домовладелица Антония приходит к Умберто и требует плату за жильё, угрожая выселением, он пытается избежать этого, продав книги и часы. Он слишком горд, чтобы просить милостыню или попросить в долг у своих знакомых. Внезапно Умберто заболевает ангиной и попадает в госпиталь.
Выйдя из больницы, он обнаруживает, что его пёс пропал, а в его комнате идёт ремонт — хозяйка намерена выселить его даже после уплаты долга. После продолжительных поисков Умберто находит Флайка в приюте для бродячих собак. Бездомный старик и его четвероногий друг ищут выход из сложившейся ситуации.

## В ролях
| Актёр                    | Роль                      |
| ------------------------ | ------------------------- |
| Карло Баттисти           | Умберто Доменико Феррари  |
| Мария-Пиа Касилио        | Мария служанка            |
| Лина Дженнари            | Антония хозяйка дома      |
| Илеана Симова            | женщина в комнате Умберто |
| Елена Ре                 | медсестра в госпитале     |
| Меммо Каротенуто         | сосед Умберто в госпитале |
| Альберто Албани Барбиери | поклонник Антонии         |
| Ламберто Маджорани       | эпизод                    |
| Де Сильва                | Баттистини                |

## Съёмочная группа
- Режиссёр-постановщик: Витторио Де Сика
- Сценарист: Чезаре Дзаваттини
- Оператор: Альдо Грациати
- Продюсеры: Джузеппе Амато, Витторио Де Сика, Анджело Риццоли
- Художник-постановщик: Вирджилио Марки
- Композитор: Алессандро Чиконьини
- Монтажёр: Эральдо Да Рома
- Звукорежиссёр: Эннио Сенси

## Награды
- 1952 — Каннский кинофестиваль: номинация на Гран-при — Витторио Де Сика.[2]
- 1955 — Награда Сообщества кинокритиков Нью-Йорка за лучший иностранный фильм.[3]
- 1955 — Премия «Бодиль» за лучший европейский фильм.[4]
- 1957 — Номинация на «Оскар» за лучший оригинальный литературный первоисточник — Чезаре Дзаваттини.[5]
- 1957 — Премия Юсси лучшему иностранному режиссёру — Витторио Де Сика.[6]

## Критика
Итальянская критика первоначально отнеслась к картине довольно сурово, фильм осуждался как чрезмерно мрачный и пессимистичный, представлявший страну в неприглядном свете, но при этом не дающий решения поднятых проблем. Известный кинокритик Зигфрид Кракауэр отмечая умение режиссёра при создании человеческих образов от людей, никогда прежде не снимавшихся писал: «Среди них наиболее памятен старик Умберто Д. — чётко обрисованный характер с широким диапазоном эмоций и реакций; один вид его глубоко трогательной фигуры воскрешает всё его прошлое». Рене Клер писал по поводу «Умберто Д.»: «В нём есть элементы комедии и сатиры. Это вершина искусства, секрет которого в умении нарисовать такую мрачную картину в столь мягкой художественной манере». По мнению Жака Лурселя, главный герой этой картины — «подлинный персонаж Де Сики: гуманист, который всегда стоит на распутье между материализмом, придающим его фильмам реализм и актуальность, и спиритуализмом, окрашивающим отчаяние в юмористические тона и превращающим его в нечто совсем иное». На гуманистические и социальные основы фильма указывал британский режиссёр и историк кино Пол Рота, по мнению которого, в работе Де Сики усматриваются признаки документального кино, и в этом случае трудно отделить художественные и документальные основы фильма. По мнению того же автора, он относит «Умберто Д.» к «самым значительным произведениям кино всех времён».  